# Заир-Эмри, Варрен
Варре́н Заи́р-Эмри́ (фр. Warren Zaïre-Emery; родился 8 марта 2006, Монтрёй) — французский футболист, полузащитник клуба «Пари Сен-Жермен» и национальной сборной Франции. Бронзовый призёр чемпионата Европы 2024.

## Клубная карьера
С ранних лет выступал за детскую команду футбольного клуба «Обервилье». В 2014 году присоединился к футбольной академии клуба «Пари Сен-Жермен». В сезоне 2021/22 15-летний игрок уже активно играл за команду «Пари Сен-Жермен» до 19 лет. 6 августа 2022 года дебютировал в основном составе «парижан» в матче французской Лиги 1 против «Клермона». Стал самым молодым игроком в истории «Пари Сен-Жермен», выйдя на поле в возрасте 16 лет и 151 дня.

## Карьера в сборной
В 2021 году дебютировал за сборную Франции до 16 лет. В следующем году сыграл за сборную Франции до 17 лет. 1 июня 2022 года выиграл юношеский чемпионат Европы (до 17 лет), обыграв в финальном матче сборную Нидерландов. Также выступал за сборные Франции до 18, до 19 лет и до 21 года.
18 ноября 2023 года дебютировал за главную сборную Франции в матче против сборной Гибралтара, отметившись забитым мячом.

## Статистика выступлений

### Клубная статистика
Данные приведены по состоянию на 25 апреля 2025 года
| Клуб             | Сезон            | Лига | Лига | Кубок | Кубок | Еврокубки | Еврокубки | Прочие | Прочие | Итого | Итого |
| Клуб             | Сезон            | Игры | Голы | Игры  | Голы  | Игры      | Голы      | Игры   | Голы   | Игры  | Голы  |
| ---------------- | ---------------- | ---- | ---- | ----- | ----- | --------- | --------- | ------ | ------ | ----- | ----- |
| Пари Сен-Жермен  | 2022/23          | 26   | 2    | 2     | 0     | 3         | 0         | 0      | 0      | 31    | 2     |
| Пари Сен-Жермен  | 2023/24          | 26   | 2    | 5     | 0     | 11        | 1         | 1      | 0      | 43    | 3     |
| Пари Сен-Жермен  | 2024/25          | 26   | 1    | 4     | 1     | 11        | 1         | 1      | 0      | 42    | 3     |
| Всего за карьеру | Всего за карьеру | 78   | 5    | 11    | 1     | 25        | 2         | 2      | 0      | 116   | 8     |

## Достижения

### Командные достижения
«Пари Сен-Жермен»
- Чемпион Франции (3): 2022/23, 2023/24, 2024/25
- Обладатель Кубка Франции (2): 2023/24, 2024/25
- Обладатель Суперкубка Франции (2): 2023, 2024
- Победитель Лиги чемпионов УЕФА: 2024/25
- Обладатель Суперкубка УЕФА: 2025

Сборная Франции (до 17 лет)
- Победитель чемпионата Европы (до 17 лет): 2022

Сборная Франции
- Бронзовый призёр Лиги наций УЕФА: 2024/25

### Личные достижения
- Молодой игрок сезона французской Лиги 1: 2023/24[13]
- Вошёл в символическую сборную французской Лиги 1: 2023/24[14]